# Eriogonum argillosum
Eriogonum argillosum är en slideväxtart som beskrevs av Howell. Eriogonum argillosum ingår i släktet Eriogonum och familjen slideväxter. Inga underarter finns listade i Catalogue of Life.